# کارل نسلرود
کنت کارل واسیلیوویچ رابرت نِسِلرود (Count Karl Robert Nesselrode) همچنین شناخته شده به عنوان چارلز نسلرود  (متولد ۱۴ دسامبر ۱۷۸۰، لیسبون پرتغال –مرگ ۲۳ مارس  ۱۸۶۲; سنت پترزبورگ) او یکی از دیپلمات‌های امپراتوری روسیه و تبار بالتیک-آلمانی داشت. وی چهل سال (از ۱۸۱۶ الی ۱۸۵۶) به عنوان وزیر خارجه هدایت سیاست امپراتوری روسیه را عهده‌دار بود. او یکی از رهبران دولتمردان محافظه کار اروپایی اتحاد مقدس بود.
وی در لیسبون پرتغال به دنیا آمد و پدرش سفیر امپراتوری روسیه در پرتغال بود. در احترام به مادرش که پروتستان بود او در کلیسای کوچک سفارت بریتانیا غسل تعمید یافت و در نتیجه عضو کلیسای انگلیس گردید. تربیت آلمانی نسلرود با تحصیلات ابتدایی در برلین تکمیل گردید. او در سن ۱۶ سالگی وارد نیروی دریایی امپراتوری روسیه گردید ولی بزودی حرفه نظامی را ترک و در دستگاه دیپلماسی مشغول کار شد، وی بمدت شش سال(۱۸۰۱ تا ۱۸۰۶) سفیر امپراتوری در پروس و هلند بود.
پس از شکست ناپلئون و تشکیل کنگره وین، نسلرود الکساندر اول را برای حمایت از بوربون‌ها در فرانسه تشویق نمود.